# Relicina fijiensis
Relicina fijiensis är en lavart som beskrevs av Elix & J. Johnst. Relicina fijiensis ingår i släktet Relicina och familjen Parmeliaceae.   Inga underarter finns listade i Catalogue of Life.